# ماطم (سيارات)
ماطم أو تو ماتر (بالإنجليزية: Tow Mater)‏؛ هو شخصية لسيارة خيالية من إنتاج شركة ديزني وبيكسار، في سلسلة أفلام سيارات، ماطم هو الشخصية الأساسية في فيلم سيارات 2 والشخصية الرئيسية الثانية في فيلمي سيارات وسيارات 3، ويظهر في السلسلة كسيارة ونش.

## التسمية والأداء الصوتي
تو ماتر هو الأسم الأصلي للشخصية في النسخة الرئيسية الأمريكية، وقام بالأداء الصوتي لاري ذا كيبل غاري، وفي النسخة العربية المدبلجة تم تغيير اسم الشخصية ليكون ماطم وقام بأداء الشخصية غريب محمود في الجزء الأول من السلسلة، ومن بعده جلال الهجرسي في الأجزاء التالية؛ إضافة إلى سمير معلوف الذي أدى صوت الشخصية في نسخ تلفزيون ج.

## وصلات خارجية
- http://cars.disney.com/mater
- مايتر في قاعدة بيانات الأفلام على الإنترنت